# Gloria Charles
Gloria Charles (3 de março de 1955 — dezembro de 2016) foi uma atriz norte-americana.

## Biografia
Charles tornou-se conhecida por seu primeiro trabalho no cinema, o filme de terror Friday the 13th Part III (1982), no qual interpretou Fox, integrante de uma gangue de motoqueiros que se tornam vítimas de Jason Voorhees. Também participou de outras produções cinematográficas, entre as quais as comédias Brewster's Millions (1985) e National Lampoon's European Vacation (1985). Na televisão, apareceu em episódios de séries como The Fall Guy, Falcon Crest, The Jeffersons e The A-Team. Para os documentários His Name Was Jason (2009) e Crystal Lake Memories (2013), ambos sobre a história da franquia Friday the 13th, Charles retornou ao rancho na Califórnia que serviu como local de filmagens do longa-metragem de 1982; ela revisitou alguns dos cenários do filme e relembrou detalhes dos bastidores da produção.

### Morte
A atriz morreu em dezembro de 2016. O óbito não teve a causa divulgada, sendo atribuído a uma doença não especificada que exigia cuidados ininterruptos. A morte da artista foi primeiramente anunciada por Larry Zerner, seu colega de elenco em Friday the 13th Part III. Em 2017, como homenagem a Charles, a Gun Media, publicadora do jogo eletrônico Friday the 13th: The Game, adicionou Fox como um personagem jogável gratuitamente em todas as versões do produto.

## Filmografia

### Cinema
| Ano  | Título                                                         | Papel               | Notas                 | Ref.   |
| ---- | -------------------------------------------------------------- | ------------------- | --------------------- | ------ |
| 1982 | Friday the 13th Part III                                       | Fox                 |                       | [ 9 ]  |
| 1984 | On the Boulevard                                               | Elenco principal    | Curta-metragem        | [ 10 ] |
| 1985 | Brewster's Millions                                            | Astrid              |                       | [ 9 ]  |
| 1985 | National Lampoon's European Vacation                           | Comissária de bordo |                       | [ 9 ]  |
| 1986 | Jo Jo Dancer, Your Life Is Calling                             | Dama na casa da avó |                       | [ 11 ] |
| 2010 | A Blind Man                                                    | Elenco principal    | Curta-metragem        | [ 12 ] |
| 2013 | Crystal Lake Memories: The Complete History of Friday the 13th | Ela mesma           | Documentário em vídeo | [ 5 ]  |

### Televisão
| Ano       | Título                                          | Papel                 | Notas                                    | Ref.   |
| --------- | ----------------------------------------------- | --------------------- | ---------------------------------------- | ------ |
| 1983      | Trapper John, M.D.                              | Betty Lou             | Episódio: "The Final Cut"                | [ 13 ] |
| 1983      | The Fall Guy                                    |                       | Episódio: "Pirates of Nashville"         | [ 14 ] |
| 1983-1984 | Falcon Crest                                    | Enfermeira            | 4 episódios                              | [ 15 ] |
| 1984      | Fame                                            | Participação especial | Episódio: "Equals"                       | [ 16 ] |
| 1984      | The Red Light Sting                             | Cleo                  | Telefilme                                | [ 11 ] |
| 1984      | Hunter                                          | Linda                 | Episódio: "Hard Contract"                | [ 17 ] |
| 1984      | The Jeffersons                                  | Massagista            | Episódio: "Bobbles, Bangles and Booboos" | [ 17 ] |
| 1984      | Matt Houston                                    | Mãe de Jennifer       | Episódio: "Stolen"                       | [ 18 ] |
| 1985      | The A-Team                                      | Agente do estado      | Episódio: "The Road to Hope"             | [ 17 ] |
| 1988      | Miracle at Beekman's Place                      | Francine              | Telefilme                                | [ 19 ] |
| 1992      | Sisters                                         | Sra. Willis           | 1 episódio                               | [ 20 ] |
| 2009      | His Name Was Jason: 30 Years of Friday the 13th | Ela mesma             | Teledocumentário                         | [ 4 ]  |
| 2014      | Actor's Day in LA                               | Ela mesma             | 1 episódio                               | [ 21 ] |